# 大串知江
大串 知江（おおぐし ともえ、1986年1月12日 - ）は、日本のファッションモデル。
158センチメートル、39キログラム、76-56-81。千葉県出身。東京のモデル事務所『BRATZ』に所属。女性ファッション雑誌『JELLY〔ジェリー〕』の専属モデルを務めるほか、各種広告媒体のモデルやショーなどを舞台に活動してきた。

## 来歴
読者モデルとしてモデル業を始動。2008年4月からジェリー誌の専属モデルへ。江口ちりと並んでの加入であった。それから4年間にわたって同誌の専属モデルを務め、やがて2012年3月発売の同誌5月号にて同誌を卒業。江口と並んでの卒業となった。

## 出演

### 雑誌
- 『JELLY』（専属：2008年4月 - 2012年3月）

### ショー
- 渋谷ガールズコレクション（2008年）[1]
- 渋谷コレクション[7]
- 表参道コレクション[4]

### イベント
- 『RADIANT NIGHT』（2009年12月20日） 共/山本優希、森摩耶、宮城舞、江口ちり、難波沙樹、須田朱音、尾崎紗代子、里見茜、武田静加、谷口紗耶香、秋山未来、小田切恵子、嶋田エリカ、YENA[8]
- 『渋谷女祭り2010〜秋の陣〜』（2010年9月19日） 共/山本優希、森摩耶、Lie、宮城舞、難波沙樹、りかちゅう、尾崎紗代子、ニコル、秋山未来、須田朱音、武田静加、安井レイ、里見茜、江口ちり、小田切恵子、谷口紗耶香、YENA、嶋田エリカ、国枝洋子、稲本美和子、小坂加奈子、来夏、植田せりな、古澤未来、渡辺加苗、本多仁満、浦崎実可子、ゆんころ、おかりえ、ねもやよ、丸山慧子、三浦阿久里、岩上愛美、平沼ファナ、五十嵐未来、高橋茉莉、中村優梨香、ほか[9]
- 『渋谷女祭り〜St.Valentine／決戦は金曜日編〜』（2011年2月11日） 共/宮城舞、江口ちり、峯村優衣、尾崎紗代子、里見茜、須田朱音、武田静加、谷口紗耶香、秋山未来、Lie、りかちゅう、安井レイ、小田切恵子、嶋田エリカ、YENA、稲垣佑樹、大石一聡、佐藤歩、澤本幸秀、吉田克己、ねもやよ、三輪麻未、福住夏希、友稀サナ、山崎麻衣[10]

### 広告
- 『HITOMIカラー』（ブランディア、2008年）[11]
- 『LOVE EXPRESS』（カタログ、2009年9月）[11]
- 『JURIANO JURRIE』[4]